# Julián García Sánchez
Julián García Sánchez fue un historiador nacido en Lagartera (Toledo), España el 17 de febrero de 1919 y fallecido en Madrid el 19 de marzo de 1998.
Dedicó, gran parte de su vida, al estudio de la historia del Campo Arañuelo.
Dejó su trabajo reflejado en periódicos como: La Voz del Tajo, Ya, El Alcázar, Hoy, El Adelanto, Diario de Ávila y en publicaciones de difusión de la historia.
Es autor de los siguientes libros:
- Una Boda en Lagartera,
- La Capilla de San Bernardo de Oropesa,
- Las Crónicas del Arañuelo,
- Corpus Christi en Lagartera,
- El Traje de Lagartera,
- Historia de Lagartera,
- Cómo se habla en Lagartera,
- Marcial Moreno Pascual,
- El señorío de Oropesa

Fue miembro de:
- La Real Academia de Bellas Artes y Ciencias Históricas de Toledo
- Cofradía Internacional de Investigadores de Toledo
- Instituto de Investigaciones y Estudios Abulenses - Gran Duque de Alba -

Formado en Filosofía, Latín y Griego en los colegios del Carmen Descalzo.